# Ituren
Ituren település Spanyolországban, Navarra autonóm közösségben. Ituren Arantza, Zubieta, Beintza-Labaien, Urrotz, Oitz, Elgorriaga, Doneztebe és Sunbilla községekkel határos. Lakosainak száma 526 fő (2024).

## Népesség
A település népessége az elmúlt években az alábbi módon változott:
| Lakosok száma | 465  | 472  | 477  | 497  | 518  | 525  | 519  | 511  | 515  | 526  |
|               | 2001 | 2004 | 2007 | 2009 | 2012 | 2014 | 2017 | 2019 | 2022 | 2024 |